# Алекса Йованович Коджа
Алекса Йованович, известен като Коджа (на сръбски: Алекса Јовановић - Коџа), e сърбоманин от Македония, просветен деец, организатор на сръбската въоръжена пропаганда, историк.

## Биография
Алекса Йованович е роден в 1875 година в Елевци, Дебърско. Баща му се изселва от Жупа поради мюсюлманския натиск. Завършва Природо-математическия отдел на белградската Велика школа. От 1900 година е преподавател в сръбската гимназия в Битоля. Участва в революционния комитет в Битоля. В 1905 година при афера с оръжие и тайни документи е арестуван и изгонен от Османската империя. След Първата световна война се установява в Скопие, където е директор на гимназията. Автор е на няколко книги за сръбската пропаганда в Македония.
Умира в 1943 година в Зайчар.

## Трудове
- Коџа. Четнички споменик, Војвода Мицко, живот и рад, Скопље, 1930.
- Јовановић, Алекса. Војвода Саватије. Почетак српске четничке акције у Маћедонији, Летопис Матице српске 326, 1930.
- Јовановић, Алекса. Српске школе и четнички покрет, Споменица двадесетпетогодишњице ослобођења Јужне Србије 1912-1937, Београд, 1937.